# Superman wyzwolony
Superman wyzwolony (ang. Superman Unchained) – amerykańska seria komiksowa autorstwa Scotta Snydera (scenariusz) i Jima Lee (rysunki), wydawana jako miesięcznik przez DC Comics w ramach kolekcji The New 52 od czerwca 2013 do listopada 2014 roku. Łącznie ukazało się 9 numerów. Po polsku serię opublikowało wydawnictwo Egmont Polska w 2015 roku w jednym zbiorczym tomie w ramach kolekcji Nowe DC Comics.

## Fabuła
Z niewyjaśnionych przyczyn na Ziemię zaczynają spadać sztuczne satelity. Supermanowi udaje się zapobiec katastrofie. Okazuje się jednak, że tym razem ktoś mu pomógł. Gdy próbuje poznać tożsamość tajemniczego sprzymierzeńca, odkrywa, że jest to część większej intrygi. Wkrótce Superman staje się celem armii Stanów Zjednoczonych i jej pilnie strzeżonej broni – superistoty imieniem Gniew, której moce mogą okazać się większe niż Człowieka ze Stali.